# Wasserburg Heldritt
Die Wasserburg Heldritt ist eine abgegangene Wasserburg in Heldritt, einem Ortsteil von Bad Rodach im Landkreis Coburg in Bayern.
Die Burg lag am nordöstlichen Ortsrand von Heldritt, zwischen dem Mühlgraben und dem Hahnbach.
Sie wurde im 13. Jahrhundert erbaut. Von der ehemaligen Burganlage ist nichts erhalten.